# Énekes István (koreográfus)
Énekes István (Ózd, 1959. október 20. –) Harangozó Gyula-díjas magyar táncos, koreográfus, rendező.

## Életpályája
Kezdeti éveiben Egerben, majd Jászberényben a Jászság Népi Együttesben táncolt, 1979-től pedig a budapesti Bartók Béla Táncegyüttesben. Az 1983-as Országos Szólótáncfesztiválon Aranysarkanytús Táncos lett, mely a legrangosabb néptáncos díj Magyarországon. Miután tanítói diplomát szerzett a Budapesti Tanítóképző Főiskola ének-zene szakán, hivatásos táncművészi pályába kezdett, előbb a Novák Ferenc által újjászervezett Honvéd Művészegyüttesben, majd a Timár Sándor vezette Magyar Állami Népi Együttesben.
Koreográfusi pályáját már amatőr időszakában elkezdte, az 1980-as években számos alkalommal tűnt fel darabjaival a Szolnoki Néptánc Fesztiválon és Zalai Kamaratánc Fesztiválon, melynek Koreográfusi Nagydíját is megnyerte. A Honvéd Együttesben és az Államiban töltött ideje alatt érdeklődése egyre inkább a táncszínház felé fordult. A nyolcvanas évek táncszínházi életét erősen domináló dunaújvárosi alkotóműhely embelmatikus alkaja volt. A Dunaújvárosi Vasas Táncegyüttes koreográfusaként Janek Józseffel, Szögi Csabával, és Bognár Józseffel (Janghy B. Zita alkotói álnéven) zajos táncszínházi sikereket arat. 1988-ban alkalmai társulatot alapított Közép-Európa Táncszínház néven. Még ebben az évben átveszi Györgyfalvay Katalin helyét a Népszínház Táncegyüttes művészeti vezetői posztján, rövidesen ezt a társulat keresztelik át Szögi Csabával  Közép-Európa Táncszínházzá, mely a mai napig működik a Bethlen Téri Színházban. A táncszínház művészeti vezetőjeként 1993-ig dolgozott, ezen ciklus alatt mutatta be többek között a Vérnősző Barom visszatér, Állami Lábszínház, Derűs Meditáció, Befejezetlen koreográfiák és Egy Kiállítás Képei című rendezői-koreográfusi munkáit. 1989-ben a Pécsi Tudományegyetemen népművelői diplomát szerzett, a kilencvenes években pedig a Nemzeti Színház vendégkoreográfusaként is dolgozott olyan rendezőkkel, mint Sík Ferenc, Andrzej Wajda, Ivánka Csaba és Iglódi István.
A budapesti évek után 1993-tól a vidéki művészeti élet felpezsdítésén dolgozott, számos művészeti intézményében vállalt munkát, különös hivatástudattal fordult a határon túli színházak felé. Eger, Kecskemét és Zalaegerszeg mellett Komáromban, Kassán, Losoncon és Beregszászon is együtt dolgozott koreográfusként olyan rendezőkkel, mint Szegvári Menyhért, Ruszt József, Quintus Konrád, Telihay Péter és Vidnyánszky Attila (rendező), akinek beregszászi és Új Színházbeli munkásságát nagyrészt végigkísérte.
2002-ben kinevezték Zala megye táncreferensének, s ettől az évtől ő lett a Zala Kamaratánc Fesztivál igazgatója és főszervezője. Alapító tagja a Magyar Koreográfusok Társaságának, 2003-ban pedig az Alternatív és Független Színházak Szövetsége tagjaként rendezte meg a PSSZT! Fesztivált Egerben. 2004-ben székhelyet váltott, Zalaegerszeg után Szögi Csaba alkotótársával átvették a dunaújvárosi Bartók Táncszínház vezetését, mely a Bartók Kamaraszínház és Művészetek Háza hivatásos tagozata. Itt művészeti projektvezetőjeként olyan rendezvények szervezése és menedzselése tartozott feladatkörébe, mint az általa elindított Monotánc Fesztivál és az Ifjú Koreográfusok Fóruma.
2007-től 2013-ig a Bartók Táncszínház művészeti vezetője. Koreográfiái mellett prózai darabok rendezőjeként is letette névjegyét (például a Chioggiai csetepaté, vagy a Kabule kincse, a Halvérfesték és a Romokon emelkedő ragyogás című Zalán Tibor darabok). Táncszínházi bemutatóin (Ballada a Vasgyárról, Úton Bartókkal, Egy nehéz nap éjszakája, Bolero, Aranypendely, Nyihaha Kisasszony) túl gyerekdarabjai (Zsiványtanya, A kisgömböc, Hetet egy csapásra) számos alkalommal megjárták az országot.
2006-ban a Magyar Állam Harangozó Gyula-díjjal tüntette ki.
A dunaújvárosi évek után szabadúszóként a Csillagszemű Gyermektáncegyüttes egri tagozatának és az Egervölgye Táncműhelynek oktatója és koreográfusa, valamint a füleki Apropó Kisszínpad állandó rendező-koreográfusa.

## Családja
1985-ben házasodott össze Enyedy Gabriellával, három gyermekük született, Szabolcs, Zsófia és András.